# Carnival Ecstasy
Le Carnival Ecstasy est un bateau de croisière appartenant à la compagnie de croisière Carnival Cruise Lines.
Le Carnival Ecstasy est le 2e bateau de la classe Fantasy de cette société, après son sister-ship le Carnival Fantasy.
Il a officiellement été mis en service en 1991.
Ce bateau n'a pas encore reçu son programme « evolution of fun », qui a pour but la rénovation des 8 navires de la classe Fantasy de la compagnie, il le recevra en 2009.
L'Organisation maritime internationale a enregistré ce bateau sous le numéro : 8711344 et son numéro de sécurité MMSI et le : 353479000
Carnival a annoncé début 2022 que le navire sera retiré du service après son dernier voyage, qui sera le 10 octobre 2022.
Departure from MiamiUS MIA Actual time of departure:2022-10-20 16:20 (UTC-5)
Arrival at AliagaALIAGA Actual time of arrival:2022-11-08 15:22 (UTC+3)

## Description
Le Carnival Ecstasy dispose de 14 ascenseurs, 12 bars, 3 piscines, 2 restaurants, garde d'enfants, service blanchisserie, location de smokings, internet café, 6 jacuzzis, infirmerie et service postal.
À l'intérieur des suites, différents services sont fournis, tels que : service de chambre, minibar, télévision, réfrigérateur et coffre-fort.
Les activités à bord sont nombreuses : comédie Spectacles, casino, discothèque, piano-bar, salle de jeux, librairie, bibliothèque, sports et conditionnement physique, spa / salon de fitness, ping-pong, jeu de palet, aérobic, jogging, piscine, basket-ball, volley-ball et golf.

## Changement d'itinéraire
En raison de l'épidémie de grippe mexicaine (Influenzavirus A sous-type H1N1) d'avril 2009, le Carnival Ecstasy fut contraint de changer d'itinéraire :
- Les escales à Cozumel et Progresso furent annulées et remplacées par des escales à Montego Bay et Grand Cayman.